# میسلتین
میسلتین (به چکی: Mysletín) یک منطقهٔ مسکونی در جمهوری چک است که در ناحیه پلهریموو واقع شده‌است. میسلتین ۴٫۱۴ کیلومتر مربع مساحت و ۱۱۹ نفر جمعیت دارد و ۵۵۷ متر بالاتر از سطح دریا واقع شده‌است.